# Oxyrhachis uncata
Oxyrhachis uncata är en insektsart som beskrevs av Melichar. Oxyrhachis uncata ingår i släktet Oxyrhachis och familjen hornstritar. Inga underarter finns listade i Catalogue of Life.